# Micreumenes curriei
Micreumenes curriei är en stekelart som beskrevs av William Harris Ashmead 1902. Micreumenes curriei ingår i släktet Micreumenes och familjen Eumenidae. Utöver nominatformen finns också underarten M. c. zimbabwensis.